# CF 오스 아르마세넨세스
CF 오스 아르마네세넨세스(Clube de Futebol Os Armacenenses)는 포르투갈 알가리브 지방의 실베스에 있는 아르마상 데 페라에 연고를 둔 포르투갈 축구 클럽이다.